# Boviolles
Boviolles är en kommun i departementet Meuse i regionen Grand Est (tidigare regionen Lorraine) i nordöstra Frankrike. Kommunen ligger i kantonen Void-Vacon som tillhör arrondissementet Commercy. År 2022 hade Boviolles 97 invånare.

## Befolkningsutveckling
Antalet invånare i kommunen Boviolles
| Referens: INSEE |